# Крейсера (роман)
«Крейсера» — исторический роман Валентина Пикуля. Время событий произведения — Русско-японская война (27 января [9 февраля] 1904 — 23 августа [5 сентября] 1905), а также несколько лет до и после войны. Место действия — Владивосток, показаны события в Порт-Артуре, частично в самой Японии.

## Сюжет
Главный герой романа — Сергей Николаевич Панафидин — служит мичманом на крейсере «Богатырь», но перед самым началом войны переводится на «Рюрик». Он влюблен в местную кокетку Вию Францевну Парчевскую, за которой ухаживает однокурсник Панафидина — Игорь Житецкий. Именно Житецкий становится антиподом главного героя. Трусливый, склонный к карьеризму, Житецкий всеми силами подлизывается к начальству, надеясь на особые привилегии. Панафидин волею случая обзаводится верным другом, матросом Шаламовым. Шаламов, будучи пьяным, напал на Панафидина, когда тот пытался его успокоить. Но Панафидин не выдает матроса начальству, на прямой вопрос «кто из матросов провинен» сказав, что в крейсерской команде не узнает преступника. Шаламов боготворит Панафидина, всячески стараясь ему помочь. В то же время, без объявления войны Япония нападает на Россию, их первостепенные задачи — захватить Владивосток и Порт-Артур. 1-я Тихоокеанская эскадра заперта японскими кораблями около Порт-Артура, оборону Владивостока держат лишь три крейсера: «Рюрик», «Россия», и «Громобой». Несмотря на бездарное руководство высших чинов, несогласованность военных действий, очевидный технический перевес японских кораблей, Владивосток продолжает упорно сопротивляться.
Из всего русского флота лишь крейсерский отряд Владивостока («Россия», «Громобой», «Рюрик») сохраняет свободу действий и за первые 6 месяцев войны несколько раз переходит в наступление против японского флота.
Контр-адмирал Витгефт в Порт-Артуре принимает решение прорываться к Владивостоку, из которого ему навстречу выдвигается Владивостокская эскадра. Попытка прорыва во Владивосток проваливается. Владивостокские крейсера обнаружены и атакованы эскадрой японского адмирала Камимуры. «Рюрик», на котором служит Панафидин, получает огромные повреждения, корабль лишен управления. По приказу адмирала Иессена «Россия» и «Громобой» неоднократно предпринимали попытки прикрыть крейсер, оттеснить японские корабли от «Рюрика» и отвлечь огонь на себя, но в результате под сильным огнём японцев, с большими повреждениями и жертвами среди членов команд, были вынуждены уйти от места боя. В бою погибает практически вся команда корабля, погибает каперанг Трусов — командир «Рюрика». На глазах Панафидина умирает его кузен Плазовский. Палуба становится мокрой от крови, трупы убирать некому.
«Рюрик» тонет, главный герой с остатками выжившей команды попадает в плен к японцам. Уже в плену Панафидин узнает, что Порт-Артур сдан японцам. Попав в плен, Панафидин вместе с выжившим Шаламовым готовятся к побегу. Несмотря на прекрасные условия содержания, все пленники рвутся на Родину. Побег главного героя не удаётся, уже ближе к границе его и Шаламова арестовывают японцы. На этот раз условия жизни в плену ужасные: Панафидин содержится в тюрьме, как преступник. Но спустя почти год ему таки удаётся бежать, он навсегда расстается с Шаламовым. Обманным путём прибыв в Россию, Панафидин понимает, что он никому не нужен. Российский флот полностью разгромлен, в командах нет вакансий. Доходит до того, что Панафидину ставят в вину его побег из плена. С трудом Панафидин находит вакантное место в команде подлодки, на которых служили в то время только сумасшедшие, ибо подлодки были ненадежны, тонули через раз, но другого выбора у главного героя нет. Панафидин впадает в депрессию, ему невыносимо, что он никому не нужен, что Отечество больше не нуждается в нём. Ему отказывают в получении ордена Владимира с мечами. На улице он встречает Житецкого и видит на нём тот самый орден Владимира. Панафидин вспоминает, как ещё в начале войны его фамилия была зачеркнута в списках на награждение. А вместо него был вписан Житецкий. И вот сейчас он понимает: ему, всю войну сражавшемуся с врагами и выдержавшему все тяготы плена не дали ничего, а штабная крыса Житецкий, ни разу не вступивший на палубу корабля во время войны, получает этот почетный орден. Панафидин не выдерживает и срывает орден с мундира Житецкого со словами: «Ты не имеешь права их носить». Утром в комнату Панафидина является секундант Житецкого и говорит, что он вызван на дуэль. В дуэли первый выстрел производит Житецкий, Панафидин стоит ещё минуту и падает. В кармане его мундира нашли выписку из какой-то книги: «Россия безразлична к жизни человека и к течению времени. Она безмолвна. Она вечна. Она несокрушима…»
В конце книги говорится, что могила Панафидина была заброшена, а потом и вовсе утеряна.

## История создания
Приуроченный Пикулем к трагической для России годовщине Цусимского сражения, этот роман был написан за 38 дней и стал третьим в тетралогии романов о Дальнем Востоке: «Богатство», «Три возраста Окини-сан», «Крейсера», «Каторга».
Толчком к написанию книги послужила трагическая гибель 17-летнего приемного сына писателя - Виктора, который, перед поступлением в Севастопольское военно-морское училище им. Нахимова, утонул при загадочных обстоятельствах. Отсюда посвящение книги «Светлой памяти Виктора, который мечтал о море, и море забрало его у нас навсегда», с которой перекликается трагическая судьба главного героя романа - молодого мичмана Панафидина.
Конечно, мичман Панафидин, как практически все герои Пикуля, имеет своего реального прототипа, но очень много в нём и черт юноши, которому так хотелось стать морским офицером, и который прожил эту морскую жизнь только на страницах «Крейсеров». Речь идет о мальчике Викторе, в образовании и воспитании которого принимал активное участие Пикуль.

## Оценки
За роман «Крейсера» 20 декабря 1988 года писатель удостоился Государственной премии РСФСР имени М. Горького, которую перевел в фонд помощи пострадавшим при землетрясении в Армении. Кроме того, за этот роман В. Пикуль получил «Золотой кортик» от главнокомандующего Военно-морским флотом адмирала флота В. Н. Чернавина.